# Deutscher Fussball Club Prag
Il Deutscher Fussball Club Prag era una società calcistica fondata il 25 maggio 1896 nella città di Praga (attualmente capitale della Repubblica Ceca, ma all'epoca parte dell'Impero austro-ungarico) dalla comunità di ebrei tedeschi della città. Originariamente il club era il dipartimento calcistico della Deutscher Eis- und Ruder-Club Regatta Prag fondata nel 1891.

## Storia

### Membro fondatore della Federazione calcistica tedesca
Il carattere multinazionale dell'Impero austro-ungarico creò molta confusione nei calciatori di quel periodo, che potevano ritrovarsi a giocare nelle leghe nazionali di Germania, Austria, Ungheria o Cecoslovacchia. Non era infrequente trovare club sportivi basati sul gruppo etnico dei suoi membri. Nello specifico, il DFC Prag è stato fondato da ebrei tedeschi, la maggior parte studenti della Università Carolina di Praga.
Al momento della sua fondazione, la DFB (Deutscher Fussball-Bund), ricercò membri anche tra i gruppi etnici tedeschi al di fuori della Germania. Il DFC Prag fu così, insieme ad altri 85 club, tra i fondatori della federazione; il suo presidente, Ferdinand Hueppe, diventò anche il primo presidente della nuova federazione.

### Partecipazione al primo campionato tedesco
Il DFC Prag fu una compagine molto quotata al tempo: nel 1896 si laureò campione ceco, partecipò al primo campionato tedesco di calcio, giungendo fino alla finale (dove venne sconfitto 7-2 dal Lipsia) e si ripeté come campione ceco nel 1917.
La storia della partecipazione al campionato tedesco è molto curiosa: la squadra di Praga ebbe accesso alla finale senza giocare alcun incontro. La partita valida per il primo turno contro il Karlsruher FV si sarebbe dovuta giocare a Monaco di Baviera; tuttavia il club di Praga chiese lo spostamento della gara nella propria città, per motivi economici. Gli avversari protestarono: la federazione decise così di riprogrammare l'incontro al turno successivo, ovvero la semifinale, nella città di Lipsia. A questo punto la storia assume risvolti ancora più curiosi; pare infatti che il club di Karlsruhe abbia ricevuto un telegramma, apparentemente proveniente dalla federazione, che indicava lo spostamento dell'incontro a data successiva. Il KFV non si presentò dunque alla partita ed il DFC Prag fu così dichiarato vincitore per forfait, nonostante le vivaci proteste avversarie. Ai giorni nostri ancora non si sa da dove provenisse quel telegramma, ma si ipotizza che arrivasse proprio da Praga. La finale, contro il Lipsia, fu fissata per il 31 maggio 1903, sul campo del FC Altona ad Amburgo. Il club di Praga partiva nettamente favorito; tuttavia i giocatori passarono la notte precedente effettuando una sconsiderata pub crawl, con il risultato che la squadra si presentò in condizioni non ideali. L'incontro con il Lipsia iniziò con mezz'ora di ritardo poiché non fu trovato in tempo un pallone in condizioni tali da permettere il regolare svolgimento dell'incontro. Il club di casa, l'Altona, fornì un nuovo pallone. Dopo undici minuti il DFC passò in vantaggio, ma fu raggiunto prima della fine del primo tempo. Il primo tempo si concluse 1-1, il secondo fu a senso unico ed il Lipsia prevalse con un netto 7-2, laureandosi primo campione tedesco.

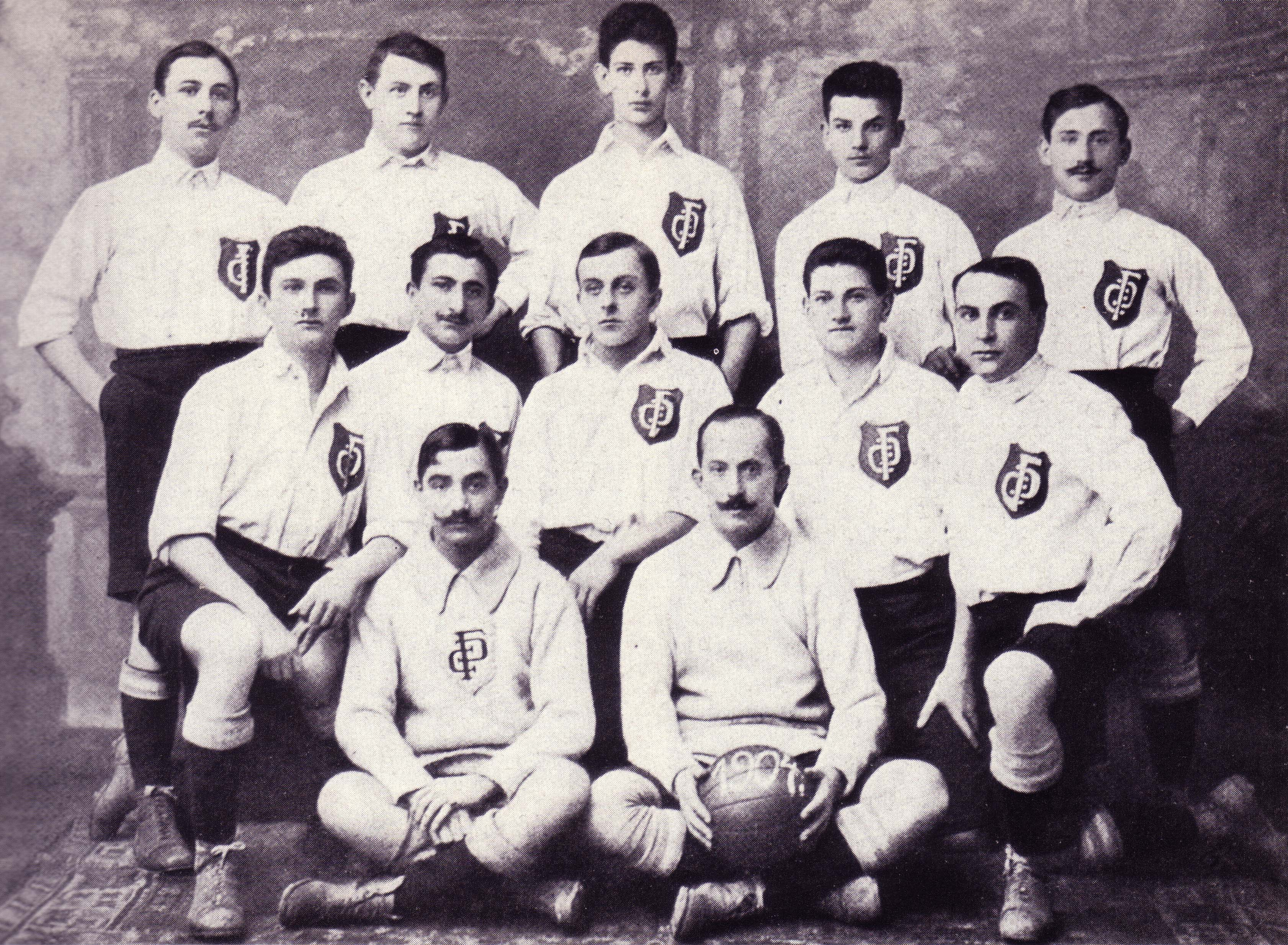
DFC Prag nel 1904; Fischer - Sedlaczek - Dr. Fischl - Meissner - Weil; Schwarz - Österreicher - Kurpiel - Dr. Frey - Robicek; Eisenstein - Pick

### Storia al di fuori della Germania e dissoluzione
La Germania entrò a far parte della FIFA nel 1904. Da quell'anno la squadra non poté più partecipare a manifestazioni in quella nazione. Il DFC giocò indistintamente in Austria, Ungheria e Cecoslovacchia, mantenendosi ad alti livelli fino agli anni venti. All'inizio del XX secolo il DFC, così come altri celebri club cechi attuali, Slavia Praga e Sparta Praga, appartenevano alla ÖFV, la federazione austriaca, prendendo parte pure ai campionati austriaci (ancora non ufficiali). Fino alla creazione dello stato cecoslovacco, i calciatori dei club di Praga disputavano le gare nazionali con la rappresentativa austriaca. Nei venti anni precedenti la seconda guerra mondiale, il DFC dominò, vincendolo 10 volte, il campionato dei Sudeti nella regione etnica tedesca di Cecoslovacchia e vinse due campionati amatoriali, nel 1931 e 1933.
L'ascesa al potere del Partito Nazista nei primi anni trenta portò alla discriminazione nei confronti degli Ebrei; dal 1933 le squadre ebree furono estromesse dalle competizioni e relegate in tornei separati. Nel 1938 i giocatori ebrei furono completamente estromessi, quando la discriminazione diventò persecuzione. L'annessione del Sudetenland alla Germania nel 1938 fu rapidamente seguita dall'imposizione di quella politica nella regione
Nel 1933 il campionato tedesco fu riorganizzato sotto il Terzo Reich in sedici divisioni di massima serie, conosciute come Gauliga. Nel momento in cui nuove nazioni o regioni finivano sotto il controllo tedesco, nuove divisioni venivano create: Gauliga Ostmark in Austria e Gauliga Sudetenland nella regione etnica tedesca in Cecoslovacchia.
DFC Prag ed altre società minori furono fuse nel 1940 in una nuova entità politicamente accettabile dal regime, la Nationalsozialistische Turngemeinde Prag (NSTG Prag). Il club scomparve alla fine della seconda guerra mondiale, non essendo più ammesse per ragioni politiche associazioni "tedesche" in Cecoslovacchia e neanche il Deutscher Fussball Club Prag venne più ricostituito.

## Palmarès

### Competizioni nazionali
- Campionato cecoslovacco: 2

1896 (autunno), 1917
- Campione cecoslovacco amatoriale: 2

1931, 1933

### Competizioni regionali
- Campione dei Sudeti tedeschi: 10

1923, 1924, 1926, 1927, 1928, 1929, 1931, 1932, 1933, 1937
- Gauliga Sudetenland: 1

1940-1941

### Altri piazzamenti
- Campionato tedesco:

Secondo posto: 1902-1903
- Gauliga Sudetenland:

Secondo posto: 1941-1942